# جمعية مرشدات الدومينيكان
جمعية مرشدات الدومينيكان هي المنظمة الإرشادية الوطنية في جمهورية الدومينيكان. تأسست المنظمة في عام 1961، وأصبحت عضوا كامل العضوية في الرابطة العالمية للمرشدات وفتيات الكشافة في عام 1969. المنظمة للفتيات فقط وتضم 348 عضوة (اعتبارا من عام 2012).